# Днепропетровский округ
Днепропетро́вский о́круг (укр. Дніпропетровська округа; до июля 1926 года — Екатеринославский) — единица административного деления Украинской ССР, существовавшая с апреля 1923 по сентябрь 1930 года. Административный центр — город Днепропетровск (Екатеринослав до 1926).
Образован в 1923 году в составе Екатеринославской губернии.
1 августа 1925 года губернии на Украине были упразднены и округ перешёл в прямое подчинение Украинской ССР.
В июне 1926 года присоединена большая часть упразднённого Павлоградского округа, площадь составила 20 485 км², население — 1 292 900 чел., в том числе городское — 329 000 (25,5 %): Днепропетровск — 233 000 чел., плотность — 63,1 чел/км².
20 июля 1926 года Екатеринославский округ был переименован в Днепропетровский округ в связи с переименованием окружного центра.
2 сентября 1930 года округ был ликвидирован.

## Исполнительный комитет Екатеринославского—Днепропетровского окружного Совета
Председатели окрисполкома:
- 1923—1925 — Капранов, Николай Евдокимович (член партии с 1918; годы жизни — ?)
- 1925—1927 — Гаврилов, Иван Андреевич (1921; 1883—1937).
- 1927—1929 — Колос, Григорий Авксентьевич (Колосов; 1917; 1892—1937).
- 1929 — 09.1930 — Сорокин П. Д. (1919; ?)

## Екатеринославский-Днепропетровский окружной комитет КП(б)У
Ответственные секретари:
- 08.1925 — 5.09.1927 — Медведев, Алексей Васильевич (1904; 1884—1937).
- 5.09.1927 — 09.1930 — Семёнов, Борис Александрович (чекист) (1907; 1890—1937).

## Екатеринославская-Днепропетровская окружная контрольная комиссия КП(б)У
Председатели:
- 07.1925 — 02.1927 — Муценек, Ян Янович (1909; 1892—1938).
- 1928 — Покко, Сильвестр Иванович (1905; 1882—1953).

## Екатеринославский-Днепропетровский окружной отдел ГПУ
(4-й Днепропетровский оперативный сектор ГПУ)
Начальники окротдела:
- 1.09.1925 — 01.1926 — Дукельский, Семён Семёнович (1917; 1892—1960).
- ? — 1928 — Ивонин, Павел Петрович (1917; 1894—1967.
- 21.07.1928 — 10.1931 — Леонюк, Фома Акимович (1917; 1892—1967).
- 12.1931 — 14.2.1932 — Крауклис, Ян Кришьянович (1913; 1895—1938).

## Окружная прокуратура
Прокуроры:
- 1923—1924 — Добржинский В. Л.
- 09.1924 — и. о. Гаврилов, Иван Андреевич (1921; 1883—1937).
- 1926 — Карасик Р. М.
- 1927 — 09.1930 — Маслов, Константин Ипполитович (?; 1895—1939).

## Екатеринославский-Днепропетровский окружной Суд
Председатели:
- 1926 — Подольский, Борис Григорьевич (?; 1897—1938).
- 1927 — Колесниченко Н. А.
- 1928—1930 — Теверовский С. Л.

## Административное деление
По данным на 1 января 1926 года, округ делился на 14 районов:
- Верхнеднепровский район, центр — Верхне-Днепровск.
- Диевский район, центр — село Диевка.
- Елизавето-Каменский район, центр — село Камянка.
- Каменский район, центр — город Каменское.
- Котовский район, центр — местечко Котовка.
- Криничеватский район, центр — село Кринички.
- Лоцмано-Каменский район, центр — село Лоцмано-Каменка.
- Мануйловский район, центр — село Мануйловка.
- Магдалиновский район, центр — село Магдалиновка.
- Ново-Московский район, центр — город Новомосковск.
- Прядовский район, центр — село Прядовка.
- Петриковский район, центр — местечко Петриковка.
- Солонянский район, центр — местечко Солёное.
- Царичанский район, центр — местечко Царичанка.[1]

Всего на 1 января 1926 года в УССР были: 41 округ и МАССР, 636 районов, 9 307 сельсоветов, 78 городов, 39 310 селений, в которых было 4 828 200 дворов.